# کودتای ۲۰۱۶ ترکیه
کودتای ۲۰۱۶ ترکیه تلاشی بود توسط گروهی از نظامیان که در آن بنا بر گفتهٔ نخست‌وزیر ترکیه بن‌علی ییلدریم بخشی از ارتش ترکیه در تاریخ ۱۵ ژوئیه ۲۰۱۶ – ۱۶ ژوئیه ۲۰۱۶ تلاش کردند تا حکومت را در دست بگیرند. جت‌های جنگی در آسمان استانبول و آنکارا پرواز کردند و ارتش پل‌های بسفر و سلطان محمد فاتح در استانبول را به وسیلهٔ تانک و سربازها مسدود کرد. طی این عملیات، بسیاری خطوط تلفن و اینترنت قطع بودند. حکومت ترکیه برای مبارزه با کودتاگران از پلیس درخواست کمک کرد.

بیانیه‌ای با عنوان نیروهای مسلح ترکیه از تلویزیون دولتی ترکیه پخش شد با این مضمون که ارتش برای حفظ دموکراسی و حقوق بشر در ترکیه، اداره امور را در دست گرفته‌است.
در این اطلاعیه ارتش تأکید کرد که روابط خارجی آنکارا با کشورهای دیگر به قوت خود باقی است و حاکمیت قانون در کشور در اولویت قرار دارد. برخی منابع داخلی ادعا کردند این کودتا توسط نیروهای وابسته به فتح‌الله گولن انجام گرفته‌است در حالی که وی در پیامی کودتا را محکوم کرد و گفت که کودتا کار اردوغان است. ژنرال هلوسی آکار رئیس ستاد کل ارتش ترکیه نیز توسط کودتاچیان دستگیر شد.
رسانه‌های ترکیه گفتند اردوغان در مکانی امن تحت محافظت است و به زودی یک نطق تلویزیونی خواهد داشت. دفتر رجب طیب اردوغان از ذکر محل نگهداری او خودداری کرد. گزارش‌ها حاکی از قطع خطوط تلفن در سه کلانشهر استانبول، آنکارا و ازمیر بود. ضمن این که هلیکوپترهای کبری بر فراز ستاد فرماندهی ارتش در آنکارا در حال پرواز بود.
ییلدیریم گفت به هیچ‌کس اجازه نمی‌دهد دموکراسی را زیر سؤال ببرد و افرادی که دست به این اقدام غیرقانونی زده‌اند، هزینه سنگینی خواهند پرداخت.
حزب عدالت و توسعه از هواداران خود خواست برای حمایت از دولت رجب طیب اردوغان به خیابان‌ها بریزند.
خبرگزاری رویترز به نقل از شاهدان عینی نوشت که هلیکوپترهای نظامی اقدام به تیراندازی به سمت ساختمان تلویزیون در آنکارا کرده‌اند.

## خبرهای دولت ترکیه
ساعاتی پس از آغاز درگیری‌ها، نیروهای وفادار به دولت ترکیه و حزب عدالت و توسعه اعلام کردند که کنترل کشور را به دست گرفته و ۱۵۶۳ نظامی کودتاگر بازداشت شده‌اند. همچنین نیروهای مردمی طرفدار دولت ترکیه به سمت ستاد مشترک ارتش این کشور حرکت کردند.
سرویس اطلاعاتی دولت ترکیه، در بیانیه‌ای مدعی شده که کودتای ارتش شکست خورده‌است و عده‌ای از کودتاچیان دستگیر شده‌اند.

## واکنش‌های دولت پس از کودتا
پس از نافرجامی کودتا، نخست‌وزیر ترکیه وضعیت اضطراری اعلام کرد (تعلیق بندهایی از قانون اساسی و سایر قوانین) و گفت کنوانسیون حقوق بشر اروپا به مدت سه ماه به‌حالت تعلیق درمی آید. دولت هزاران خدمه دولتی و غیردولتی را دستگیر، زندانی، از کار برکنار یا ممنوع‌الخروج کرد. طبق اخبار موثق در ۲۱ ماه ژوئیه ۲۰۱۶ یعنی ۵ روز پس از کودتا این آمار در رسانه‌های غربی مستند هستند:
دولت ترکیه تا تاریخ ۲۹ ژوئیه ۲۰۱۶ گذرنامه بیش از پنجاه هزار نفر را باطل کرد تا نتوانند کشور را ترک کنند.

## اخراج شده‌ها
۳۰ استاندار (از ۸۱ استان در کل)، ۲۷۴۵ قاضی و دادستان (توأم با ضبط دارایی نقدی، خانه و املاک ایشان به نفع دولت)، ۱۷۵۵ رئیس و معاون رئیس دانشگاه، ۴۹۲ نفر از کانون مذاهب، ۳۰۰ کارمند وزارت امور اجتماعی، ۲۷۵ کارمند دفتر ریاست جمهوری، ۲۵۴ کارمند وزارت ورزش و جوانان، ۱۸۴ کارمند وزارت اقتصاد، ۱۸۰ کارمند اطلاعاتی، ۲۱٫۷۰۰ معلم غیردولتی، ۱۵٫۲۰۰ معلم و کارمند وزارت فرهنگ، ۱۳۰۰ کارمند وزارت کار و ۹۰۰۰ کارمند وزارت داخله اخراج شدند. ضمناً تمامی آکادمیسین‌ها تا اطلاع ثانوی ممنوع‌الخروج اعلام شدند.

## زندانی شده‌ها
دولت ترکیه تا تاریخ ۲۹ ژوئیه ۲۰۱۶ بیش از ۱۸۰۰۰ نفر را دستگیر و زندانی کرده که از این تعداد ۷۵۰۰ نفر ارتشی و ۱۴۰ قاضی دیوان عالی کشور هستند.
در تاریخ ۲۶ ژوئیه ۲۰۱۶ دولت حکم جلب و حبس ۴۲ روزنامه‌نگار معروف را صادر کرد.

## گزارش عفو بین‌الملل
بنا بر گزارش عفو بین‌الملل، هرگونه انتقاد از اردوغان، با پیگردهای غیرقانونی پلیس مواجه می‌شود و افراد درگیر بدون حکم رسمی دستگیر و زندانی می‌شوند. در گزارش عفو بین‌الملل آمده که در پاسگاه‌های پلیس و در زندانها، بسیاری افسران ارتش و مأموران برکنار شده دولت مورد تجاوز جنسی قرار گرفته‌اند. طبق این گزارش اقلیت‌های مذهبی شدیداً زیر ضرب هستند و نفرات زیادی از این شهروندان دستگیر شده‌اند. عفو بین‌الملل از دولت ترکیه خواسته که به این اعمال نفرت‌انگیز پایان داده شود.

## برخورد با رسانه‌ها
دولت تا تاریخ ۲۹ ژوِئیه ۲۰۱۶، ۴۵ روزنامه، ۱۵ مجله، ۲۳ فرستنده رادیو، ۱۶ فرستنده تلویزیون و ۲۹ بنگاه نشریاتی را به‌طور دائم تعطیل کرد.

## تفسیر کودتا در رسانه‌ها
روزنامهٔ محافظه کار آلمانی دی ولت می‌نویسد: اکنون سوال‌های بسیاری بی پاسخ مانده‌اند. از قرار معلوم، تنها سودبرندهٔ این کودتا که به شکل ناشیانه‌ای به وقوع پیوست، شخصِ اردوغان است. اردوغان با عجله گفت: «این کودتا هدیهٔ خدا است» و سریعاً فرمان دستگیر کردن هزاران نفر را صادر کرد که گویی لیست آن‌ها از قبل آماده بود. لیست ۲۷۴۵ قاضی و دادستان، یک باره طی چند ساعت از کجا سر درآورد و این‌ها با ارتش و کودتا چه ربطی دارند؟
روزنامهٔ محافظه کار آلمانی بیلد تسایتونگ، بزرگترین «روزنامهٔ زرد» اروپا، در مقاله‌ای دربارهٔ بازتاب یک تاک شوی معروف در تلویزیون کانالِ یکِ آلمان (ARD) تأکید بر غیرواقعی بودنِ کودتای ترکیه دارد و کنایه‌وار در تیتر مقاله می‌پرسد: "آیا کودتای ترکیه جعلی بود؟"
روزنامهٔ ایندیپندنت انگلیسی از قولِ خبرنگارِ کانون خبرنگاری پلیتیکو عقیدهٔ منابع او را در ترکیه منتشر کرده که با دید تردید و تئوری توطئه به این پیش آمد سیاسی می‌نگرند.
بعضی از مقامات و محافل و رسانه‌های ایرانی نیز برای تفسیر کودتای ترکیه به نظریه تئوری توطئه متوسل شدند و از جمله گفته شد که «کودتا ساختگی و توسط خود اردوغان طراحی شده تا مخالفانش را سرکوب و ارتش را تصفیه کند. عده دیگری آمریکا را پشت پرده کودتا دیدند.

## واکنش کشورها
- ایالات متحده آمریکا - کاخ سفید در بیانیه‌ای اعلام کرد باراک اوباما، رئیس جمهور و جان کری، وزیر خارجه امریکا، «بر این عقیده هستند که تمامی جناح‌ها در ترکیه باید از دولت منتخب این کشور حمایت کرده، خویشتنداری نشان داده و از هرگونه خشونت و خونریزی اجتناب کنند.»[۳۸][۳۹][۴۰]
- روسیه - دیمیتری پسکوف سخنگوی کاخ کرملین نیز با ابراز تاسف عمیق از شرایط حاکم بر ترکیه اعلام کرد که وزارت امور خارجه و سرویس‌های امنیتی روسیه «ولادیمیر پوتین» رئیس جمهوری این کشور را با شرح جزئیات در جریان تحولات ترکیه قرار می‌دهند.          «سرگئی لاوروف» وزیر امور خارجه روسیه نیز پیشتر از طرفین درگیر در ترکیه خواسته بود تا از خونریزی پرهیز کرده و مشکلات کشور را با پیروی از قانون اساسی حل و فصل کنند.[۴۱][۴۲][۴۳]
- قطر - امیر قطر اعلام آمادگی برای کمک به دولت قانونی ترکیه کرده‌است.[۴۴]
- ایران – نخستین واکنش رسمی مقامات ایران نسبت به کودتای ترکیه را محمد جواد ظریف وزیر امور خارجه داشت که در توییتی گفت:

عمیقا نگرانم برای بحران ترکیه، ثبات، دموکراسی و امنیت مردم ترکیه مهمترین چیزاست، اتحاد و احتیاط ضروری‌ است.
ظریف همچنین در طول ساعات انجام کودتا در ترکیه سه بار به شکل تلفنی با وزیر خارجه‌ی ترکیه صحبت نموده و از تحولات ترکیه ابراز نگرانی کرده و نظم، ارامش، امنیت، حاکمیت قانون و مردمسالاری در این کشور را خواست ایران بیان کرد.
همچنین اندکی پس از وقوع کودتا، تمامی پروازهای ایران به مقصد ترکیه به حالت تعلیق درآمد. پس آن نیز سازمان میراث فرهنگی، صنایع دستی و گردشگری ایران، فروش و اجرای هرگونه تور گردشگری به ترکیه را تا زمان برگشت این کشور به وضعیت عادی و امن، ممنوع اعلام کرد. واکنش اینترنتی برخی از مردم ایران به کودتا به صورت طنز بوده‌است. همچنین ایرانیان به صفحه اینستاگرام اردوغان هجوم بردند و حجم وسیعی از کامنت‌های فارسی در این صفحه قرار گرفت.
- کانادا – وزارت امور خارجهٔ کانادا نیز نسبت به کودتای نظامی در ترکیه ابراز نگرانی کرد و خواستار برقراری امنیت در این کشور شد.[۵۳]
- آلمان – سخنگوی آنگلا مرکل، صدراعظم آلمان گفت: به نظام دمکراتیک ترکیه باید احترام گذاشته شود. برای حفظ جان انسان‌ها از هیچ تلاشی نباید فروگذار کرد.[۵۴]